# Iphiculidae
Iphiculidae is een familie van krabben, behorende tot de superfamilie Leucosioidea.

## Systematiek
In deze familie worden volgende genera onderscheiden: 
- Iphiculus Adams & White, 1849
- Pariphiculus Alcock, 1896